# Cataratas Kuang Si
Cataratas Kuang Si a veces escrito Kuang Xi, es una cascada de tres niveles alrededor de 29 kilómetros al sur de Luang Prabang en Laos. Estas cascadas son un sitio preferido por los turistas en Luang Prabang. Las caídas comienzan en charcas poco profundas sobre una ladera empinada. Estas la conducen a la caída principal, con una cascada de 50 metros. El agua se acumula en numerosas piscinas de azul turquesa a medida que fluye aguas abajo. 
La cascada está rodeada de densas montañas y bosques; hay muchas cascadas grandes y pequeñas en el área de Kuang Si. La cascada Kuang Si se considera una atracción turística y está clasificada como una de las atracciones más llamativas. Cuando se puso en explotación turística, la cascada Kuang Si se convirtió en un parque muy grande. La gente ha construido caminos asfaltados a lo largo de estas cascadas. El agua aquí es muy clara, viene río arriba y lleva una gran cantidad de algas. La cascada es verdosa todo el año debido a este tipo de algas. En la estación seca, la cascada tiene menos agua y la mejor época para visitarla es durante la temporada alta de agua, la escena de la cascada es majestuosa. El paisaje aquí es muy hermoso. Debajo de la zona de la cascada hay muchas playas para turistas. 
Los locales cobran una cuota nominal de admisión para visitar el sitio, pero está bien mantenido, con pasarelas y puentes para orientar al visitante. La mayoría de las piscinas naturales están abiertas para ser usadas (aunque al menos una se cierra por ser un lugar considerado sagrado). Algunos excursionistas son capaces de subir a la cima de las cataratas.

## Galeria

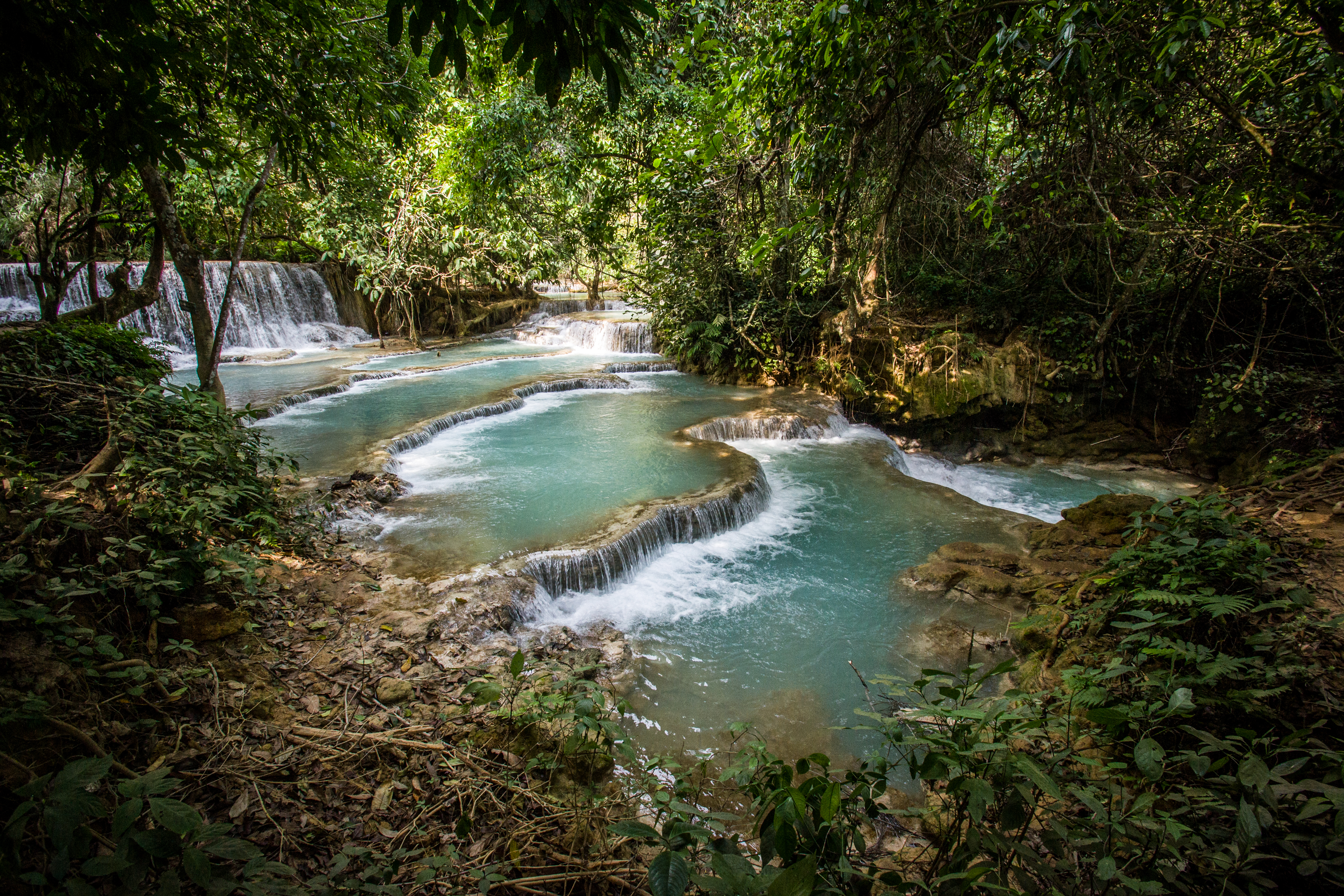
Otras cascadas dentro del parque.
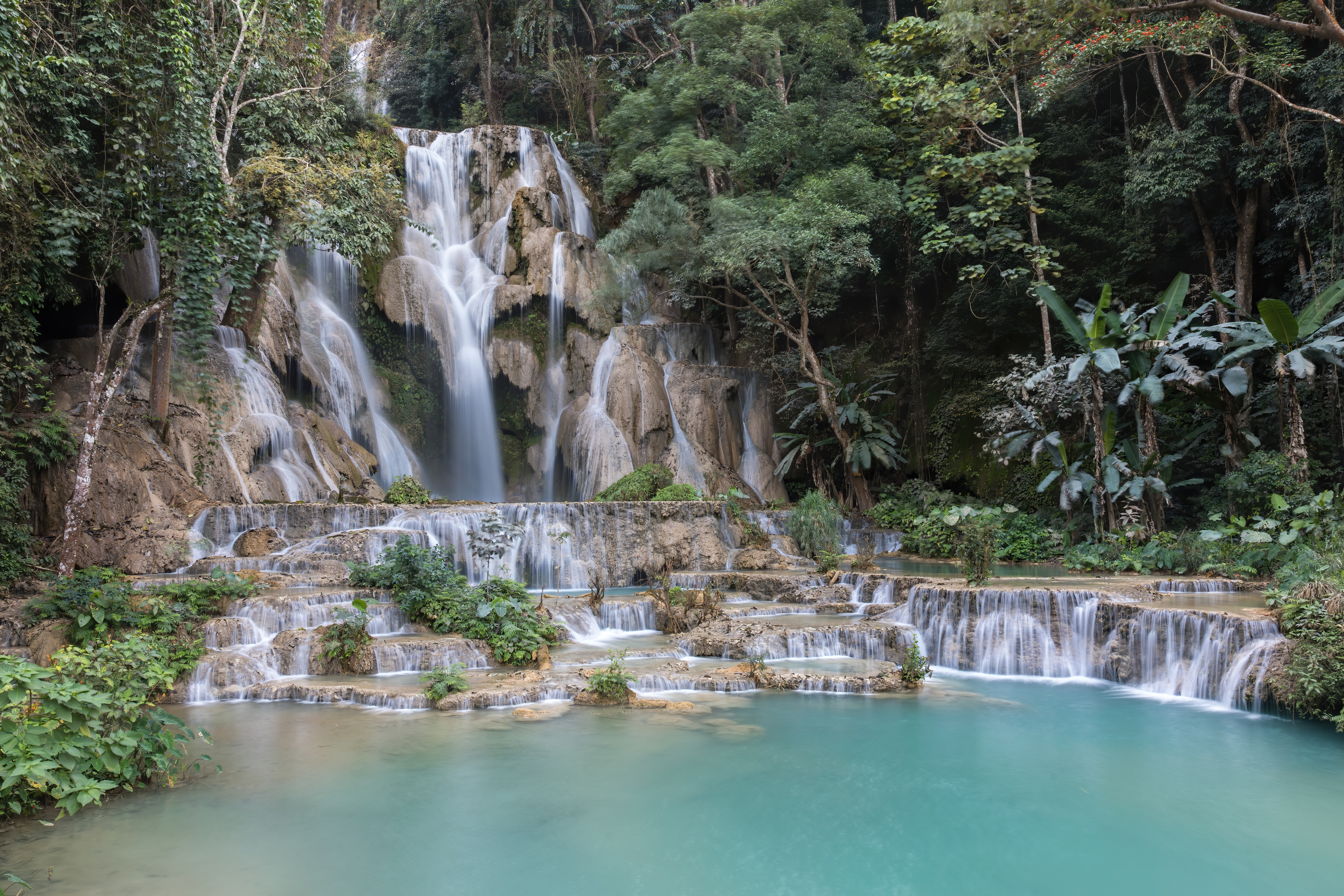
Cataratas Kuang Si